# Hummelstown, Pennsylvania
Hummelstown, Pennsylvania (енгл. Hummelstown) град је у америчкој савезној држави Пенсилванија.

## Демографија
По попису из 2010. године број становника је 4.538, што је 178 (4,1%) становника више него 2000. године.
| Група             | 2000.         | 2010.         |
| Белци             | 4.200 (96,3%) | 4.224 (93,1%) |
| Афроамериканци    | 14 (0,3%)     | 49 (1,1%)     |
| Азијати           | 46 (1,1%)     | 63 (1,4%)     |
| Хиспаноамериканци | 66 (1,5%)     | 137 (3,0%)    |
| Укупно            | 4.360         | 4.538         |